# Ярославское книжное издательство
Ярославское книжное издательство — в 1936—1964 годах государственное книжное издательство Ярославской области (включавшей до 1944 года современную Костромскую область). По своей структуре, объёму и характеру выпускаемой продукции — типичное региональное издательство. Занималось выпуском общественно-политической, художественной, сельскохозяйственной, краеведческой литературы и т. д.

## История
Ярославское областное издательство возникло одновременно с возникновением Ярославской области после постановления 3 декабря 1936 года СНК РСФСР № 1675, разрешающего ОГИЗу его открытие. Первая книга, выпущенная издательством — роман Николая Островского «Как закалялась сталь», вышедшая в начале 1937 года. С 1 января 1952 по 1 октября 1953 года называлось Ярославское областное государственное издательство.
В 1937 году было выпущено 40 наименований книг, в 1938—1940 годах — 87. Из довоенных книг стоит отметить сборник по истории края «Из истории рабочего движения в Ярославской и Костромской губерниях», книгу Л. Генкина «Ярославский край и разгром польской интервенции в Московском государстве в начале 17 века»; произведения местных писателей — книги В. Смирнова «Сыновья», А. Кузнецова «Ювелиры» и «Пошехонская новь», стихи М. Лисянского и т. д.
В годы Великой Отечественной войны выпускало в основном литературу оборонной направленности; всего было выпущено 135 наименований книг. Стоит отметить сборник 1941 года «Пограничники в боях за Родину», подготовленный политотделом войск НКВД по охране войскового тыла Северо-западного фронта.
В послевоенные годы объём деятельности увеличился. После появления в 1957 году полиграфкомбината улучшилось полиграфическое оформление изданий. Одной из самых известных собственных книг издательства стал вышедший в 1954—1958 годах роман Михаила Рапова «Зори над Русью». Стоит отметить путеводитель «Ярославль» 1956 года, выпущенный к 950-летию Ярославля (1960 год) альбом «Ярославль», коллективный труд «Ярославль социалистический», серии брошюр «Герои наших дней» и «Говорят передовики производства»; из художественной литературы — «По земле Ярославской» В. Архангельского, сборник стихов «Биография города моего» и т. д.; из краеведческой литературы — двухтомный исторический очерк о Ярославле (с древнейших времён до наших дней) под редакцией Л. Генкина, коллективная работа «Природа и хозяйство Ярославской области», многолетний труд Н. Кузнецова и И. Макковеевой «Животный мир Ярославской области», сборники документов «Установление Советской власти в Ярославской губернии», «Из истории Ярославского комсомола», «Ярославцы в годы Великой Отечественной войны» и др.
В 1960-х годах имелось 4 редакции: политической, художественной, сельскохозяйственной, производственно-технической и краеведческой литературы. 1-2 раза в год собирался редакционный совет из 65 человек.
В начале 1964 года на базе ликвидированных областных книжных издательств во Владимире, Иванове, Костроме и Ярославле было создано Верхне-Волжское книжное издательство с центром в Ярославле и отделениями во Владимире, Иванове и Костроме.
В октябре 1991 году преобразовано в ГУП «Издательство Верхняя Волга» (ГУП Изд-во «Верхняя Волга»).
С 21 октября 2010 года на основании распоряжение Правительства Российской Федерации № 1822-р «Об утверждении перечня федеральных государственных унитарных предприятий, находящихся в ведении Роспечати» ГУП Издательство «Верхняя Волга» приобрело статус — Федеральное государственное унитарное предприятие (ФГУП).